# Brasil Open 2017
Il Brasil Open 2017 è stato un torneo di tennis giocato su campi di terra rossa, facente parte della categoria ATP Tour 250 nell'ambito dell'ATP World Tour 2017. È stata la 17ª edizione del Brasil Open che si è giocato presso l'Esporte Clube Pinheiros di São Paulo, in Brasile, dal 27 febbraio al 5 marzo 2017.

## Partecipanti

### Teste di serie
| Nazione    | Giocatore            | Ranking* | Testa di serie |
| ---------- | -------------------- | -------- | -------------- |
| Spagna     | Pablo Carreño Busta  | 24       | 1              |
| Spagna     | Albert Ramos Viñolas | 25       | 2              |
| Uruguay    | Pablo Cuevas         | 30       | 3              |
| Portogallo | João Sousa           | 39       | 4              |
| Italia     | Fabio Fognini        | 45       | 5              |
| Argentina  | Diego Schwartzman    | 51       | 6              |
| Argentina  | Federico Delbonis    | 52       | 7              |
| Argentina  | Carlos Berlocq       | 66       | 8              |

* Ranking al 20 febbraio 2017.

### Altri partecipanti
I seguenti giocatori hanno ricevuto una wild card per il tabellone principale:
- Orlando Luz
- Akira Santillan
- João Souza

Il seguente giocatore è entrato in tabellone come special exempt:
- Casper Ruud

I seguenti giocatori sono passati dalle qualificazioni:

- Marco Cecchinato
- Guilherme Clezar
- Alessandro Giannessi
- Jozef Kovalík

## Campioni

### Singolare
Pablo Cuevas ha sconfitto in finale  Albert Ramos Viñolas con il punteggio di 6(3)–7, 6-4, 6-4.
- È il sesto titolo in carriera per Cuevas, primo della stagione e terzo consecutivo a San Paolo.

### Doppio
Rogério Dutra da Silva /  André Sá hanno sconfitto in finale  Marcus Daniell /  Marcelo Demoliner con il punteggio di 7–6(5), 5-7, [10-7].